# Francisco Javier Conde
Francisco Javier Conde García (Burgos, 3 de diciembre de 1908-Bonn, 19 de diciembre de 1974) fue un filósofo y diplomático español. Catedrático de Derecho Político, fue miembro de la Sección de Ordenación Social y Corporativa del Instituto de Estudios Políticos, consejero nacional y procurador en Cortes durante las cinco primeras legislaturas del período franquista. Como diplomático de carrera, desempeñó las embajadas de España en Filipinas, Uruguay, Canadá y la República Federal Alemana.

## Biografía

### Formación
Nació en Burgos el 4 de diciembre de 1908. Antes de obtener el doctorado en Derecho en 1935 recibió una beca de la Junta para Ampliación de Estudios (1933) para estudiar en Berlín con Carl Schmitt, quien escribe a la JAE para apoyar la solicitud de Conde.
La Segunda República Española le empleó como funcionario del Ministerio de Instrucción Pública.
Discípulo de Carl Schmitt entre 1934 y 1936, traducirá sus principales obras al idioma español. Al parecer, antes de la Guerra civil había obtenido ya los derechos de diversos libros suyos para una editorial española. Sin embargo, desde finales de los años 20 conoce bien el pensamiento de Heller, cuya obra traduce y divulga bajo el patrocinio de su maestro Manuel Pedroso, catedrático de Derecho Político en la Universdiad de Sevilla.

"...En la clase de Derecho Político de la facultad hizo una mañana su aparición un joven profesor rubio, de dicción aparentemente engolada, de quien conocía sus precursoras traducciones de Carl Schmitt, y que traía de Alemania las palabras más innovadoras de teoría del Estado (...) La inteligencia española, como con tantos compatriotas eminentes, no ha sido justa con Javier Conde, uno de los más finos ingenios de su tiempo..."
Gonzalo Fernández de la Mora, Río Arriba. Memorias. Planeta, 1995, pág. 54.

Su perfil intelectual fue el del jurista político o jurista de Estado con una sólida formación germánica y un profundo conocimiento de la historia y del pensamiento políticos.

### Guerra Civil
Justo antes de que comenzase la guerra civil española impartía Filosofía política en la Universidad de Berlín, seguramente en el seminario de Carl Schmitt. Su condición de funcionario republicano así como sus antecedentes ideológicos socialistas le causaron algunos problemas cuando regresa a España para incorporarse al bando nacional, trabajando hasta el final de la contienda en labores editoriales y doctrinales en Burgos. Sale indemne de la depuración, pero la fama de socialista y masón le persigue hasta 1943.

### Franquismo
Desde 1939 trabaja en el recién creado Instituto de Estudios Políticos. En 1942 en la cátedra de Derecho Político en la Universidad de Madrid, con un encargo de cátedra, dos años después gana la cátedra homónima de la Universidad de Santiago de Compostela, a la que no llegó a incorporarse pues siguió impartiendo docencia en la Facultad de derecho madrileña.
A partir de 1942 asumió la tarea de redibujar la figura del Caudillo en torno a Franco.
Sin embargo, mucho más relevante es un trabajo en el gabinete del ministro secretario general del movimiento, José Luis Arrese, con quien prepara un borrador del Fuero de los Españoles. En Burgos, en 1938, contribuye a la elaboración del Fuero del Trabajo.
Procurador en las Cortes franquistas en su i legislatura en representación de los Organización Sindical nato por su condición de miembro de la Sección de Ordenación Social y Corporativa del Instituto de Estudios Políticos.
Consejero nacional nato por su condición de presidente del Instituto de Estudios Políticos y también procurador en Cortes en la III Legislatura de las Cortes Españolas (1949-1952).
En 1946 ingresó a la carrera diplomática.
Alejado de la política activa, en 1957 tomó posesión como miembro de número de la Real Academia de Ciencias Morales y Políticas con la lectura del discurso El hombre, animal político.
Fue el embajador de Francisco Franco cerca del gobierno de Carlos P. García en Manila, cesó en el cargo el 17 de diciembre de 1959 y cerca de Chiang Kai-shek en Taipéi. Nombrado embajador de España en Montevideo el 17 de diciembre de 1959 embajador en Manila, Ottawa y Bonn. También en Canadá.

## Legado
La figura de F. J. Conde, el autor más representativo de los llamados juristas del 27, queda desdibujada desde el momento mismo de su muerte, si no antes, acaecida en Bonn el 19 de diciembre de 1974, que casi coincide con la aparición de dos tomos, antologados por él mismo, con una parte muy notable de su pensamiento. Desde finales de los años 1990 comienza a salir del olvido, pues se le dedican tesis doctorales y ensayos y se reeditan algunas de sus obras. Se reconoce su labor al frente del Instituto de Estudios Políticos, verdadero asilo de la inteligencia bajo su dirección; la promoción de la sociología, disciplina cuya institucionalización tanto le debe; la superación de las discordias civiles, trabajando por la reincorporación del exilio. 
- El pensamiento político de Bodino, 1935
- La utopía de la ínsula Barataria, 1941
- Introducción al derecho político actual, 1942
- Contribución a la doctrina del caudillaje, 1942
- Teoría y sistema de las formas políticas, 1944
- Representación política y régimen español, 1945
- Sobre los modos actuales de historiar el pensamiento político, 1948
- El saber político en Maquiavelo, 1948
- Sobre la situación actual del europeo, 1949
- Misión política de la inteligencia, 1950
- El Estado nacional español, 1953
- El hombre, animal político, 1957

## Reconocimientos
- Encomienda con placa de la Orden Imperial del Yugo y las Flechas (1952)[12]
- Gran Cruz de la Orden de Cisneros (1956)[13]
- Gran Cruz de la Orden del Mérito Civil (1969)[14]